# Leśna (Radków)
Leśna (niem. Siebenhuben b. Wünschelburg) – część miasta Radków w Polsce położona w województwie dolnośląskim, w powiecie kłodzkim, w gminie Radków.

## Położenie, historia
Leśna to osada będąca przedmieściem Radkowa, leżąca na południe od centrum miasta, u podnóża środkowego piętra Gór Stołowych, na wysokości około 370–390 m n.p.m.

## Podział administracyjny
W latach 1975–1998 miejscowość administracyjnie należała do województwa wałbrzyskiego.

## Historia
Leśna powstała najprawdopodobniej w XIII wieku, a więc jeszcze przed lokacją Radkowa. Na początku XIV wieku była własnością augustianów z Kłodzka, potem należała do miasta Radków. W 1878 roku było tu 39 budynków i tartak, a w 1840 roku ich liczba zmalała do 36. W tym okresie cześć mieszkańców trudniła się tkactwem, w miejscowości działało 5 warsztatów płócienniczych. W drugiej połowie XIX wieku miejscowość utraciła swoją odrębność i została dzielnicą Radkowa. Wiązało się to z rozwojem przemysłu, między innymi powstały tu wtedy gazownia i browar. Po 1945 roku Leśna nie zmieniła swego charakteru z tym, że zmalała rola tutejszego rolnictwa i pojawiły się nowe budynki mieszkalne. 

## Zabytki
W leśnej znajdują się następujące zabytki: 
- budynek gazowni miejskiej pochodzący z XIX wieku,
- murowane i drewniane domy mieszkalne pochodzące z XIX wieku,
- browar z końca XIX wieku.